# 二道岩站
二道岩站是位于贵州省六盘水市水城区蟠龙镇的一个铁路车站，有沪昆铁路经过，邮政编码553021。车站隶属成都铁路局，是五等站，主要办理列车接发，并有一对慢车停靠。车站建于半山腰缓坡上，设有4条股道，目前站房于2015年投入使用，并驻有六盘水工电段二道岩综合车间。